# Assedio di Ctesifonte (637)
L'assedio di Ctesifonte (città chiamata in persiano تیسفون‎, Tīsifūn, e in arabo المدائن‎?, al-Madāʾin) costituì il vittorioso epilogo delle forze militari del califfato dei Rashidun contro l'Impero sasanide, dopo due mesi di duro impegno (gennaio-marzo 637).
Ctesifonte non era solo una delle più grandi città dell'Impero persiano, ma era stata anche la capitale degli Arsacidi e dei Sasanidi.
Con la sua caduta ebbe di fatto fine non solo l'Impero sasanide, ma anche il dominio persiano sull'Iraq.
Ctesifonte - chiamata dagli Arabi musulmani al-Madāʾin - si trova all'incirca 20 miglia a SE della moderna città di Baghdad e sorgeva sulle sponde del fiume Tigri, estendendosi su un'area di quasi 30 km². L'unico resto dell'antica città è il grande arco palaziale del Taq-i Kisra, sito nell'attuale cittadina irachena di Salman Pak.

## Marcia su Ctesifonte
Dopo la decisiva vittoria islamica nella battaglia di al-Qādisiyya, il Califfo ʿUmar b. al-Khaṭṭāb decise che fosse giunto il momento di conquistare la capitale sasanide di Ctesifonte. Sapeva che fin quando i Persiani avessero conservato il controllo della loro principale città, essi avrebbero conservato la possibilità, presto o tardi, di organizzare un nuovo contrattacco. ʿUmar ordinò quindi a Saʿd b. Abī Waqqāṣ, comandante in capo islamico in Iraq, di marciare su Ctesifonte.
Nel dicembre 636, Saʿd marciò su Ctesifonte con un esercito califfale di 15 000 soldati. Lo Shāhanshāh sasanide Yazdegerd III, temendo un'invasione, agì rapidamente quando ricevette notizie dalla sua intelligence. Dispiegò allora distaccamenti di truppe in città e lungo la strada che conduceva a Ctesifonte, per rallentare l'avanzata nemica e guadagnare tempo sufficiente ad allestire le difese necessarie. Allo stesso tempo schierò i sopravvissuti della battaglia di al-Qādisiyya lungo le mura della capitale.
Quando Saʿd seppe dei distaccamenti sasanidi sulla strada principale che conduceva a Ctesifonte, decise d'inviare una forte avanguardia per contrapporsi a loro prima che egli potesse edificare dei trinceramenti per l'assedio, disponendo che il grosso delle forze musulmane giungesse poco dopo.
Per accrescere la mobilità del suo esercito, Saʿd divise il resto del suo esercito in quattro corpi, sotto il comando di ʿAbd Allāh b. Muṭʿim, di Shuraḥbīl b. al-Simṭ, di Hishām b. ʿUtba e di Khālid b. ʿUrfuṭa. Saʿd stesso si posizionò nel secondo corpo.
Da Qādisiyya, le principali tappe lungo la strada per Ctesifonte furono Najaf, Burs, Bābil, Sūra, Deyr Ka'b, Kūthā e Sābāṭ.
Zuhra ibn al-Hawiyya al-Tamimi assunse la guida dell'avanguardia, composta unicamente da cavalleria, e ricevette ordini di muoversi rapidamente contro le principali posizioni difensive del nemico lungo la strada per Ctesifonte. Lì ebbe disposizioni di affrontare numerosi distaccamenti sasanidi e, nel caso le sue forze avessero incontrato qualsiasi concentrazione rilevante dell'esercito sasanide, di aspettare fin quando non fosse stato raggiunto dal grosso dell'esercito arabo-islamico. Il rimanente dell'esercito musulmano seguì l'avanguardia in una condizione di relativa tranquillità.
Il corpo militare di Zuhra partì in avanscoperta e occupò Najaf, dove attese che il resto delle truppe lo raggiungessero. Quindi attraversò l'Eufrate e procedette lungo la strada per Ctesifonte. Raggiunta Burs, sulla sponda destra dell'Eufrate, presso al-Hilla, esso fu intercettato da una piccola forza sasanide che fu in grado di resistere e di cacciarli indietro verso Bābil (Babilonia).
Zuhra attese a Burs perché il grosso delle truppe musulmane lo raggiungesse. Il successivo passo fu Bābil, sulla riva opposta dell'Eufrate, una città fortificata dove fu informato vi era un'ampia concentrazione di forze sasanidi. Bābil era strategicamente importante e la chiave d'accesso per il Sawad, il territorio tra il Tigri e l'Eufrate.
Verso metà di dicembre del 636, i musulmani guadarono l'Eufrate e si accamparono fuori Bābil. Le forze sasanidi a Bābil si dice fossero comandate da Firzan, Hurmuzān, Mihrān e Nakhirzan.

Quale che fosse la ragione, sta di fatto che i Sasanidi non furono in grado di opporre una significativa resistenza alle cariche musulmane. Hurmuzān si ritirò con le sue forze verso la sua provincia di Ahwaz, dopo di che gli altri generali persiani fecero arretrare le loro unità e si ritirarono verso nord.
Dopo il ritiro delle forze sasanidi, i cittadini di Bābil si arresero formalmente. Fu loro garantita protezione (dhimma) all'usuale condizione del pagamento della jizya. Alcuni collaborarono coi musulmani vittoriosi contro i Sasanidi e fornirono preziose informazioni sulla disposizione delle forze persiane. Alcuni ingegneri di Bābil si dice siano stati impiegati per la costruzione di strade e di ponti.

Mentre il grosso dei musulmani stazionava a B, Zuhra ricevette da Saʿd l'ordine d'inseguire i Sasanidi che si erano ritirati dalla città, prima che essi potessero concentrarsi in qualche altro luogo e opporre una nuova resistenza. L'avanguardia arabo-musulmana al comando di Zuhra tallonò i Persiani e colpì la loro retroguardia a Sūrā, mettendo in rotto a Sasanidi e inducendoli a riparare a Deir Kaʿb.
Zuhra allora marciò su Deir Kaʿb, dove sconfisse un distaccamento sasanide, assicurando protezione alla popolazione alle stesse condizioni accordate agli abitanti di Bābil.

Ai primi di gennaio 637, l'avanguardia musulmana di Zuhra raggiunse Kūthā, a diciassette chilometri circa da Ctesifonte, in cui i persiani fecero l'ultimo tentativo di opporsi agli Arabi. Il distaccamento sasanide aveva tra i suoi esponenti un dehqan, di nome Shahryār, che fu ucciso in duello "a singolar tenzone" da un musulmano appartenente probabilmente all'élite dei Mubarizun.

A quel punto il resto dell'esercito persiano riparò velocemente a Ctesifonte, mentre i musulmani occupavano Kusa, offrendo agli abitanti le medesime condizioni già dette di protezione.

Dopo la vittoria, Zuhra rimase a Kūthā per qualche tempo. Nel frattempo il grosso dell'esercito musulmano raggiunse Kūthā, un'importante località storica per i musulmani, che credevano che lì Nimrod avesse imprigionato il profeta Ibrāhīm e che l'avesse gettato in un fuoco da cui egli sarebbe uscito del tutto incolume.
Saʿd b. Abī Waqqāṣ scrisse un dettagliato resoconto della marcia alla volta di Ctesifonte.

Nella seconda settimana di gennaio 637, l'avanguardia musulmana raggiunse Sābāṭ, a 7 km. circa dalla capitale sasanide, senza trovare alcuna guarnigione persiana, malgrado normalmente essa vi stazionasse. Alla popolazione fu garantita protezione alle stesse condizioni di pagare la jizya. I musulmani quindi occuparono tutta l'area fino alle porte di Ctesifonte.

## Assedio di Bahurasīr
La città di Ctesifonte era il risultato di due diversi centri urbani, tanto che gli Arabi la chiamavano "al-Madāʾin, ossia "le città". La principale si estendeva sulla sponda orientale del Tigri, mentre la parte occidentale era conosciuta come Bahurasīr.
L'avanzata musulmana su Ctesifonte fu posposta a causa del distaccamento posto sulla strada per la capitale. Ciò dette a Yazdegerd III abbastanza tempo per preparare una difesa della città. Ci si aspettava che i musulmani seguissero la tradizionale strada verso Ctesifonte e che apparissero dalla parte di Bahurasīr. Sapendo ciò, la città si preparò per bene per la difesa, approntando una profonda trincea attorno al perimetro della capitale. Nel momento in cui l'avanguardia araba si avvicinò a Bahurasīr, la guarnigione persiana, lanciò grandi sassi e macigni con le sue baliste e catapulte. I musulmani arretrarono al di fuori del raggio dei proiettili e pose l'assedio alla città.
L'assedio cominciò nel gennaio del 637 e si protrasse per due mesi. Furono totalmente impediti rifornimenti in vettovaglie da parte delle campagne circostanti, da cui Bahurasīr dipendeva, sebbene la città seguitasse a ricevere rifornimenti da Ctesifonte, dall'altra parte del Tigri. Fu qui che i musulmani cominciarono per la prima volta a condurre l'assedio con gli equipaggiamenti messi a loro disposizione dagli ingegneri persiani che avevano accettato la potestà islamica.

Nel marzo del 637, la guarnigione sasanide irruppe dalla città in un deciso tentativo di rompere l'assedio. I cronisti musulmani registrano un combattimento tra un leone e il comandante Hāshim b. ʿUtba. Si dice che le forze sasanidi avessero trasportato un leone feroce addestrato specificamente per la guerra. La belva si avventò contro il fronte musulmano e i loro cavalli fuggirono via per il terrore. Hāshim b. ʿUtba allora si scaglio sul leone e gli inferse un colpo tanto ben assestato che quello cadde morto. Saʿd b. Abī Waqqāṣ avanzò allora e baciò Hāshim sulla fronte, in segno di ammirazione per il suo atto di eroismo senza precedenti.
Sebbene non si sappia chi comandasse le forze sasanidi, i cronisti musulmani dicono che il comandante persiano fosse uccido in duello da Zuhra. Più tardi, quella sera stessa, Zuhra fu ferito da una freccia e l'eroe della marcia su Ctesifonte morì. Fu inumato con tutti gli onori militari.
Dopo l'arresto dei combattimenti, un emissario persiano si recò nel campo musulmano recando un messaggio dello Shāhanshāh sasanide. Si dice che l'emissario abbia detto:
Saʿd b. Abī Waqqāṣ, tuttavia, insistette sulle usuali condizioni del pagamento della jizya da parte delle persone arrese o della spada, ossia del combattimento all'ultimo sangue. I Sasanidi scelsero la spada.
Con Ctesifonte stretta a propria difesa, le forze sasanidi e i residenti di Bahurasīr sgomberarono gran parte della città il giorno seguente, distruggendo tutti i ponti sul Tigri alle loro spalle. Rimossero ogni imbarcazione dalla sponda occidentale del fiume e le ancorarono sulla riva orientale. Ctesifonte fu posta sotto sorveglianza dalla sua estremità meridionale fino alla barriera naturale costituita dal Tigri, mentre una trincea fu scavata attorno ai restanti suburbi. Con questa misure, Yazdegerd s'illuse che avrebbe potuto resistere ai musulmani finché egli avrebbe potuto organizzare rinforzi provenienti dalle altre province dell'Impero e spezzare la cerchia stretta dagli assedianti. Quando i musulmani occuparono Bahurasīr, la città era vuota.

## Conquista di Ctesifonte
Dopo l'occupazione di Bahurasīr, solo i 750 metri circa della larghezza del Tigri separavano i musulmani e Ctesifonte. Tuttavia il fiume era in piena e non v'erano imbarcazioni disponibili per i musulmani che consentissero il suo attraversamento, per lo spostamento delle imbarcazioni sopra descritto. Le forze sasanidi a Ctesifonte erano comandate dai generali Mihran e Farrukhzad, fratello questi del generale Rostam, ucciso nella battaglia di al-Qadisiyya.
I volontari persiani che avevano accettato la potestà dei musulmani, mostrarono a Saʿd un sito a valle, in cui era consentito il guado del fiume, ma non era troppo sicuro se sarebbe stata possibile una tale operazione, visto il livello alto delle acque.

La mattina seguente Saʿd chiese dei volontari che attraversassero il fiume a cavallo. Dapprima un gruppo di sei cavalieri volontari, al comando di ʿĀṣim b. ʿAmr entrò nel fiume per guadarlo. Un distaccamento di cavalleria sasanide fu inviato per intercettarli, entrando così anch'essi nelle acque del Tigri. Nello scontro che seguì, i musulmani ebbero la meglio, mettendo infine piede sulla riva orientale. Il primo gruppo di volontari fu seguito subito da altre formazioni a cavallo. La fanteria fu probabilmente spedita anch'essa sulla sponda orientale del Tigri con barche ormeggiate sulla riva.

Le forze sasanidi erano troppo inferiori per offrire un'effettiva resistenza ai musulmani, e così evacuarono Ctesifonte. dal fiume, i musulmani marciarono sulla capitale sasanide, ma al comando di ʿĀṣim b. ʿAmr. Le colonne entrarono nel centro della città, senza trovare alcun Persiano e senza incontrare dunque alcuna resistenza. Raggiunsero il Palazzo Bianco, sede del governo persiano, e lo occuparono.

Ctesifonte cadde così nelle mani arabe senza che vi fosse alcuna battaglia.

## Sviluppi
Dopo aver occupato la città, Saʿd b. Abī Waqqāṣ proclamò un'amnistia per ogni Persiano rimasto. Una delegazione di rappresentanti della popolazione seppe i termini della resa e dovette rassegnarsi al consueto pagamento della jizya. Un atto di pace fu sottoscritto e i cittadini furono esortati a tornare alle loro consuete occupazioni. Saʿd si trasferì nel Palazzo Bianco e vi stabilì il suo quartier generale. Nella grande corte interna fu avviata la costruzione di una moschea.

Lo Shāhanshāh Yazdegerd III s'era nel frattempo rifugiato a Hulwan, portando con sé gran parte del tesoro imperiale e tutto ciò che di prezioso aveva potuto prendere.

Saʿd allora inviò colonne armate in diverse direzioni per intercettare i fuggiaschi sasanidi, dopodiché un bottino enorme cadde in mano musulmana.

Malgrado le forze musulmane conquistassero le province persiane, anche lontane come il Khuzistan, la loro avanzata fu rallentata da una grave siccità in Arabia nel 638 e da pestilenze nel sud dell'Iraq e in Siria nel 639. Dopo tali eventi, il califfo ʿUmar decise di riorganizzare i territori conquistati e decise di arrestare l'offensiva.
I Sasanidi continuarono la lotta per riguadagnare i territori perduti, ma un loro potente esercito fu sbaragliato nella battaglia di Nihāwand, combattuta nel dicembre del 641. Nel 651 l'ultimo Shāhanshāh, Yazdegerd III, fu assassinato, all'epoca del califfo ʿUthmān b. ʿAffān.
Dopo la sua morte l'Impero persiano sasanide cessò di esistere.